# Anthony Zimmer
Pour les articles homonymes, voir Zimmer.
Pour plus de détails, voir Fiche technique et Distribution.
Anthony Zimmer est un film policier français réalisé par Jérôme Salle, sorti en 2005.

## Synopsis
Anthony Zimmer est un des plus grands criminels financiers du monde, spécialisé dans le blanchiment d'argent. Après une lourde opération de chirurgie esthétique, plus personne ne sait à quoi il ressemble, ni la police, ni la mafia russe (qui tente de le faire taire), ni sa maîtresse Chiara (Sophie Marceau). Cette dernière tente néanmoins de le retrouver grâce aux petites annonces du Herald Tribune et essaie de brouiller les pistes de la police et de la mafia, en jetant son dévolu sur des inconnus du même gabarit qu'Anthony. C'est ainsi que François Taillandier (Yvan Attal) se retrouve au cœur d'une chasse à l'homme dont il est la proie.

## Fiche technique
- Titre : Anthony Zimmer
- Réalisation et scénario : Jérôme Salle
- Musique originale : Frédéric Talgorn
- Décors : Laurent Piron
- Costumes : Carine Sarfati
- Photographie : Denis Rouden
- Son : Didier Saïn
- Montage : Richard Marizy
- Production : Olivier Delbosc, Marc Missonnier
- Société de production : Alter Films, Fidélité Productions
- Société de distribution : Mars Films
- Pays d'origine :  France
- Durée : 90 minutes
- Format : couleur, 2,35:1 - 35 mm - son DTS/Dolby Digital
- Genre : thriller, policier
- Dates de sortie[1] :
  -  France,  Belgique : 27 avril 2005

## Distribution
- Sophie Marceau : Chiara Manzoni
- Yvan Attal : François Taillandier
- Sami Frey : Akerman
- Gilles Lellouche : Müller
- Daniel Olbrychski : Nassaiev
- Samir Guesmi : Camel Driss, lieutenant de police
- Dimitri Rataud : Perez
- Nicky Marbot : douanier 1
- Olivier Chenevat : douanier 2
- Alban Casterman : le jeune douanier
- Christophe Odent : le président de la commission
- Laurent Klug : homme discret
- Alain Figlarz : douanier taxi
- Olivier Brocheriou : infirmier scanner
- Frédéric Vaysse : le contrôleur TGV
- Aurélien Jegou : le jeune garçon au Train bleu

## Production
Le tournage a eu lieu à Paris (restaurant Le Train bleu...), à Ibiza, Nice (hôtel Negresco), Cannes (Carlton).
Jérôme Salle a voulu que la première scène tournée par Yvan Attal et Sophie Marceau soit celle de leur rencontre. Yvan Attal raconte : « J'ai vraiment découvert Sophie Marceau sur ce film. Nous nous sommes rencontrés comme les personnages et le même jour qu'eux, dans ce train qui filait vers le sud. J'ai senti une connivence immédiate et la sensation que notre couple de cinéma allait fonctionner ». Jérôme Salle poursuit : « Autre point qui m'intéressait, Yvan n'avait jamais joué avec Sophie. Pour leur première scène, j'ai filmé leur rencontre, dans le train, lorsque Chiara repère François et décide de le séduire. C'était vraiment le début de leur relation. Sophie est une femme exceptionnelle et il fallait en face d'elle un acteur et un homme qui tienne la route ! Yvan nous a amené tout cela ».

## Sortie

### Box-office
| Pays ou région | Box-office      | Date d'arrêt du box-office | Nombre de semaines |
| -------------- | --------------- | -------------------------- | ------------------ |
| France         | 802 988 entrées |                            |                    |
| Mondial        | 5 562 694 $     |                            |                    |

## Remake
En 2010 est sorti un remake américain intitulé The Tourist et réalisé par Florian Henckel von Donnersmarck. Angelina Jolie et Johnny Depp y reprennent les rôles principaux.